# Les Trois Glorieuses (hymne)
Pour la révolution française de 1830, voir Trois Glorieuses.
Les Trois Glorieuses était l'hymne national de la République populaire du Congo du 1er janvier 1970 jusqu'en 1991, quand l’hymne original La Congolaise fut réintroduit.
Le texte a été écrit par Henri Lopès et composé par Philippe Mockouamy.

## Paroles
| Lève toi, Patrie courageuse, Toi qui en trois journées glorieuses Saisis et porte le drapeau Pour un Congo libre et nouveau, Qui ne jamais plus ne faillira, Que personne n'effrayera.               |
| Refrain : Nous avons brisés nos chaines, Nous travaillerons sans peine, Nous sommes une Nation souveraine.                                                                                           |
| Si trop tôt me tue l'ennemi, Brave camarade, saisis mon fusil; Et si la balle touche mon cœur, Toutes nos sœurs se lèveront sans peur, Et nos monts, nos flots en fureur Repousseront l'envahisseur. |
| Refrain Ici commence la Patrie Où chaque humain a le même prix. Notre seule guide c'est le Peuple. Notre génie c'est encore le Peuple. C'est lui seule qui a décidé De rétablir sa dignité. Refrain  |

## Référence
Congo, Republic of "Les Trois Glorieuses"